# Neoscleropogon durvillei
Neoscleropogon durvillei är en tvåvingeart som först beskrevs av Macquart 1838.  Neoscleropogon durvillei ingår i släktet Neoscleropogon och familjen rovflugor. Inga underarter finns listade i Catalogue of Life.